# Racheln

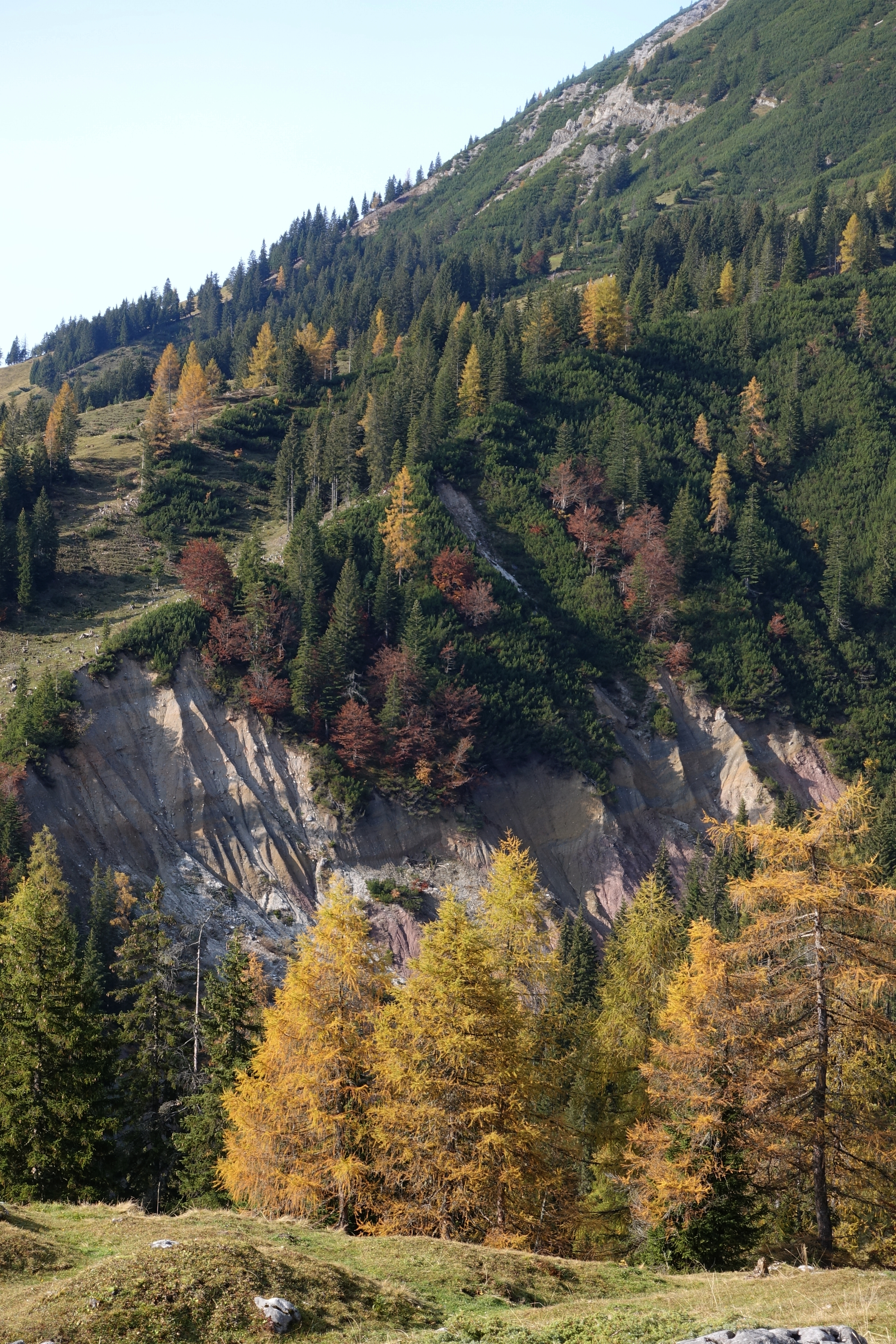
Racheln im Moränenmaterial, Dienten am Hochkönig, Österreich

Racheln ist eine bestimmte Form der durch Niederschläge (meist Starkregenereignisse) induzierten Oberflächenerosion. Dabei entstehen durch die Schleppkraft des oberflächlich abströmenden Wassers lang gestreckte Rinnen und Furchen, die als Racheln bezeichnet werden. Diese Erosionsform tritt überwiegen an vegetationslosen Hängen in ariden und semiariden (z. B. Mittelmeerraum) Gebieten auf. Das Vorhandensein von oberflächennahen Bodenschichten aus feinkörnigen Böden (vgl. DIN 18196) und Feinsanden begünstigt die Ausbildung von Racheln. Im Italienischen wird der Begriff Calanche für Racheln verwendet.